# Municipio de Jeff
El municipio de Jeff (en inglés: Jeff Township) es un municipio ubicado en el condado de Oregon en el estado estadounidense de Misuri. En el año 2010 tenía una población de 346 habitantes y una densidad poblacional de 4,76 personas por km².

## Geografía
El municipio de Jeff se encuentra ubicado en las coordenadas 36°31′37″N 91°22′0″O / 36.52694, -91.36667. Según la Oficina del Censo de los Estados Unidos, el municipio tiene una superficie total de 72.64 km², de la cual 72,63 km² corresponden a tierra firme y (0,01 %) 0,01 km² es agua.

## Demografía
Según el censo de 2010, había 346 personas residiendo en el municipio de Jeff. La densidad de población era de 4,76 hab./km². De los 346 habitantes, el municipio de Jeff estaba compuesto por el 99,13 % blancos, el 0,29 % eran asiáticos y el 0,58 % eran de una mezcla de razas. Del total de la población el 1,16 % eran hispanos o latinos de cualquier raza.